# Майкъл Карбонаро
Майкъл Джоузеф Карбонаро (на английски: Michael Joseph Carbonaro; роден на 28 април 1976 г.) е американски актьор и фокусник.

## Ранен живот
Роден и израснал в Оукдейл, Ню Йорк, на Лонг Айлънд, по-малкият от двама синове на баща електротехник и майка медицинска сестра, той посещава гимназия Connetquot в Бохемия, Ню Йорк. Започва да се занимава професионално с илюзионно изкуство, докато расте, печелейки обучението си в колеж, докато е още в тийнейджърските си години. Има бакалавърска степен по драма от Tisch School of the Arts в Нюйоркския университет.

## Кариера
Той е известен със своите сегменти със скрита камера Magic Clerk в The Tonight Show, в които мами нищо неподозиращи клиенти в смесен магазин. Това довежда до телевизионен сериал с подобни кадри, The Carbonaro Effect, чиято премиера по TruTV е на 15 май 2014 г. след предварителен епизод на 1 април 2014 г.
През 2004 г. е включен в шоуто на Chappelle по Comedy Central. След това Карбонаро играе Анди Уилсън в комедията от 2006 г. Another Gay Movie. За работата си печели наградата Outfest „Най-добър актьор в игрален филм“. Карбонаро също се появява в All My Children (2006), The Guiding Light (2006) и Law & Order: Special Victims Unit (2007).

## Личен живот
Карбонаро е гей. Той е женен за актьора Питър Стикълс от 2014 г.

## Филмография

### Филми
| От   | Заглавие                          | Роля          |
| ---- | --------------------------------- | ------------- |
| 1999 | Bringing Out the Dead             | дете от клуба |
| 2000 | The Empath                        | младия лекар  |
| 2003 | A Tale of Two Pizzas              | Майки Фалконе |
| 2006 | Another Gay Movie                 | Анди Уилсън   |
| 2007 | I Was a Creature from Outer Space | Джим          |
| 2011 | God Bless America                 |               |
| 2013 | The Trouble with Barry            |               |

### Телевизия
| От          | Заглавие                          | Роля                   |
| ----------- | --------------------------------- | ---------------------- |
| 2004        | Chappelle's Show                  | управителя Уак Арнолдс |
| 2006        | All My Children                   | пиян младоженец        |
| 2006        | Guiding Light                     | магьосника             |
| 2007        | Law & Order: Special Victims Unit | Джеф Трапидо           |
| 2009        | 30 Rock                           | сервитьор              |
| 2010        | CSI: Miami                        | Гейб Калиган           |
| 2010        | How to Make It in America         | Марко                  |
| 2011        | Wizards of Waverly Place          | Зелзар, роботът        |
| 2012        | Grey's anatomy                    |                        |
| 2012        | iCarly                            | Камео                  |
| 2013 – 2014 | Tonight Show with Jay Leno        | магьосник              |
| 2014        | The Carbonaro Effect              |                        |